# Grignols (Gironde)
Grignols (Granhòs auf Gascognisch) ist eine französische Gemeinde mit 1.209 Einwohnern (Stand: 1. Januar 2022) im Département Gironde in der Region Nouvelle-Aquitaine (vor 2016: Aquitanien). Sie gehört zum Arrondissement Langon und zum Kanton Le Sud-Gironde. Die Einwohner werden Grignolais genannt.

## Geografie
Grignols liegt 65 Kilometer südöstlich von Bordeaux und etwa 24 Kilometer südöstlich von Langon. Umgeben wird Grignols von den Nachbargemeinden Sigalens im Norden, Cocumont im Nordosten, Romestaing im Osten, Cours-les-Bains im Südosten und Süden, Sillas im Südwesten sowie Masseilles und Cauvignac im Westen. Durch das Gemeindegebiet von Grignols fließt der Lisos.

## Bevölkerungsentwicklung
| Jahr                       | 1962 | 1968 | 1975 | 1982 | 1990 | 1999 | 2006 | 2013 | 2020 |
| Einwohner                  | 1333 | 1266 | 1195 | 1130 | 1063 | 1058 | 1078 | 1154 | 1192 |
| Quellen: Cassini und INSEE |      |      |      |      |      |      |      |      |      |

## Sehenswürdigkeiten
- Kirche Notre-Dame in Sadirac
- Kirche Saint-Michel in Campin
- Kirche Saint-Martin in Campot
- Kirche Saint-Loubert in L'Outrange
- Kirche Saint-Jean-Baptiste in Auzac
- Kirche Notre-Dame-de-l'Immaculée-Conception
- Schloss Grignols (Schloss La Dame Blanche)
- Schloss Barbuscan aus dem 15. Jahrhundert
- Markthalle

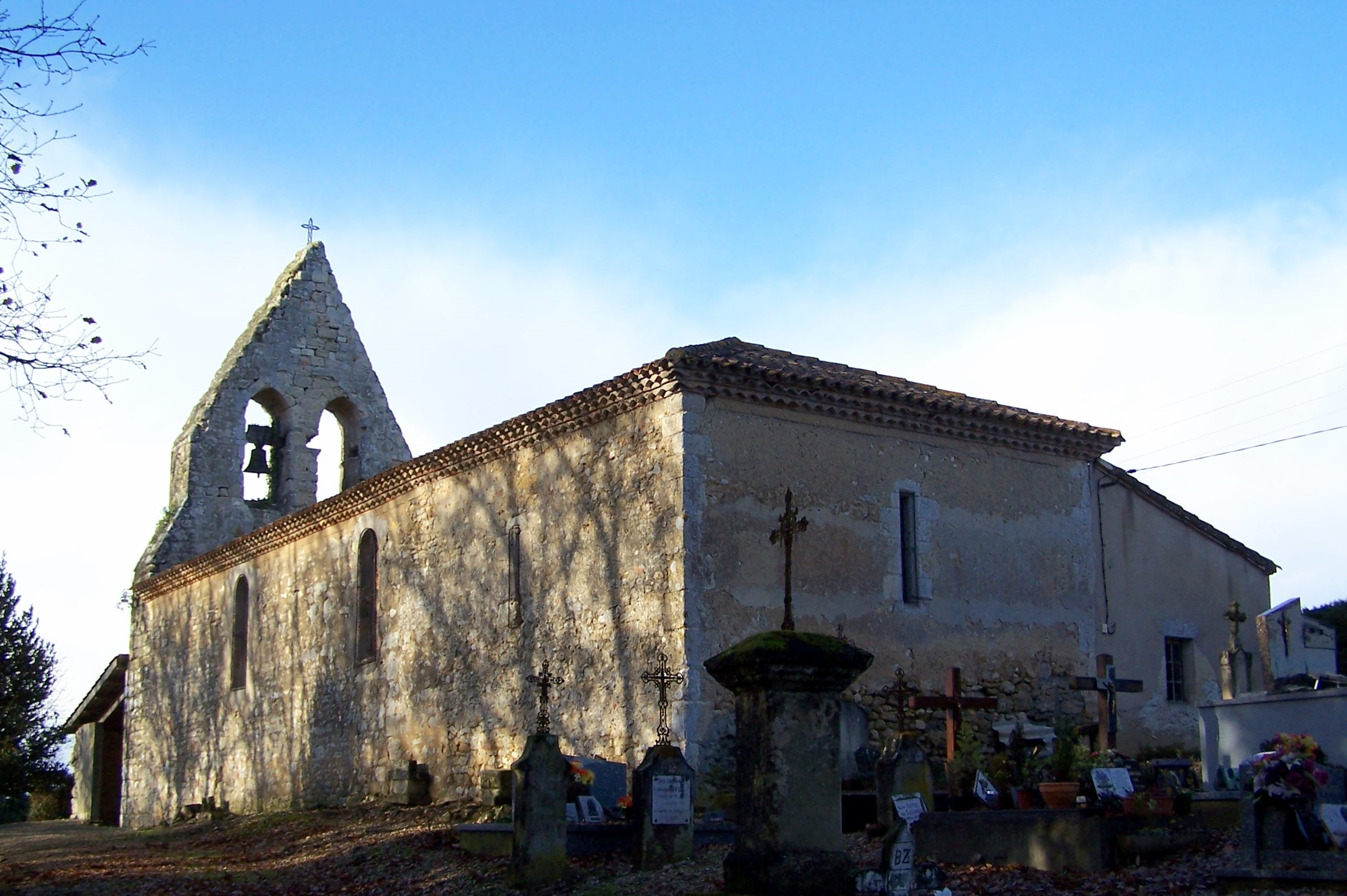
Kirche Notre-Dame (in Sadirac)
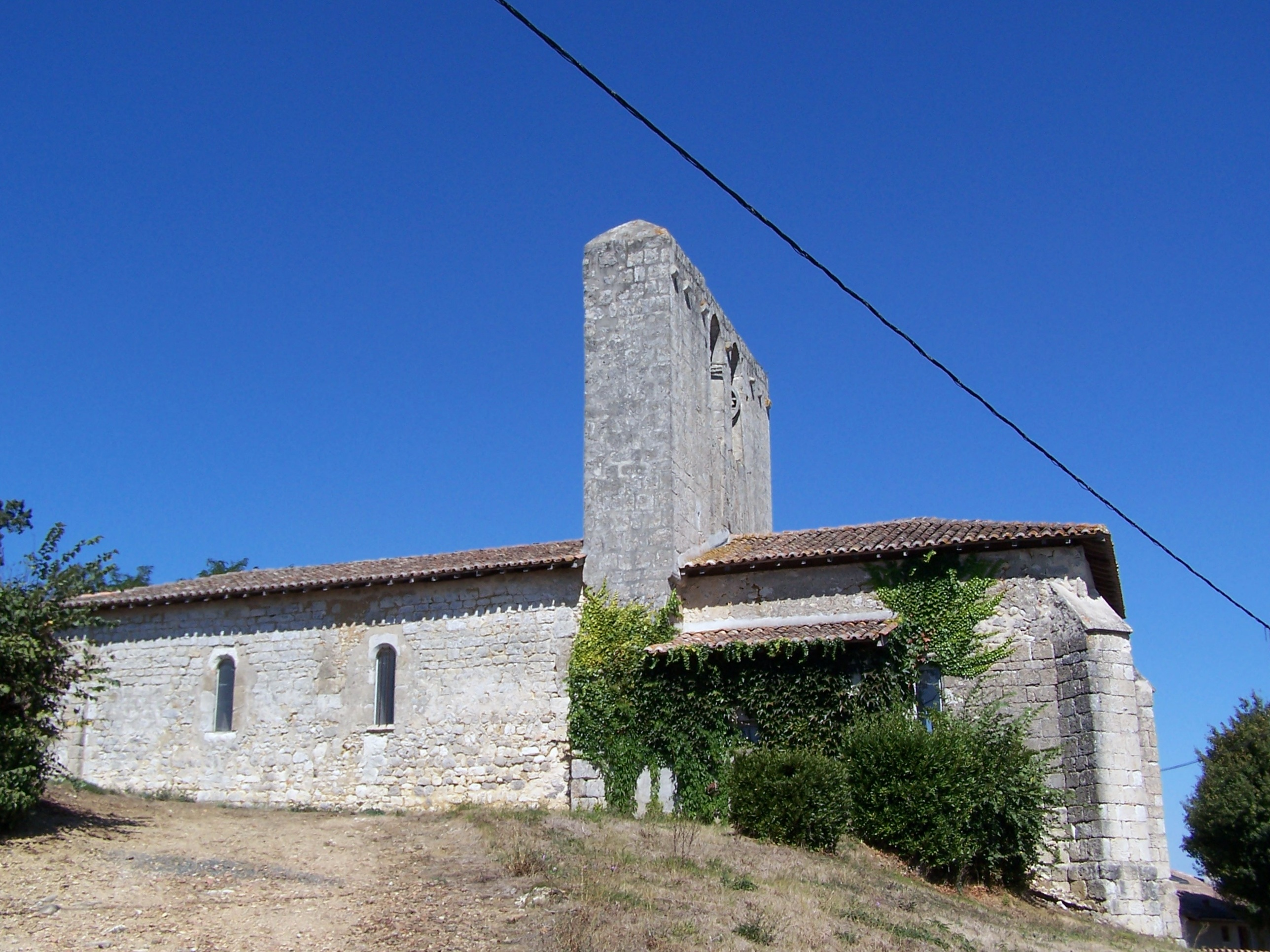
Kirche Saint-Michel
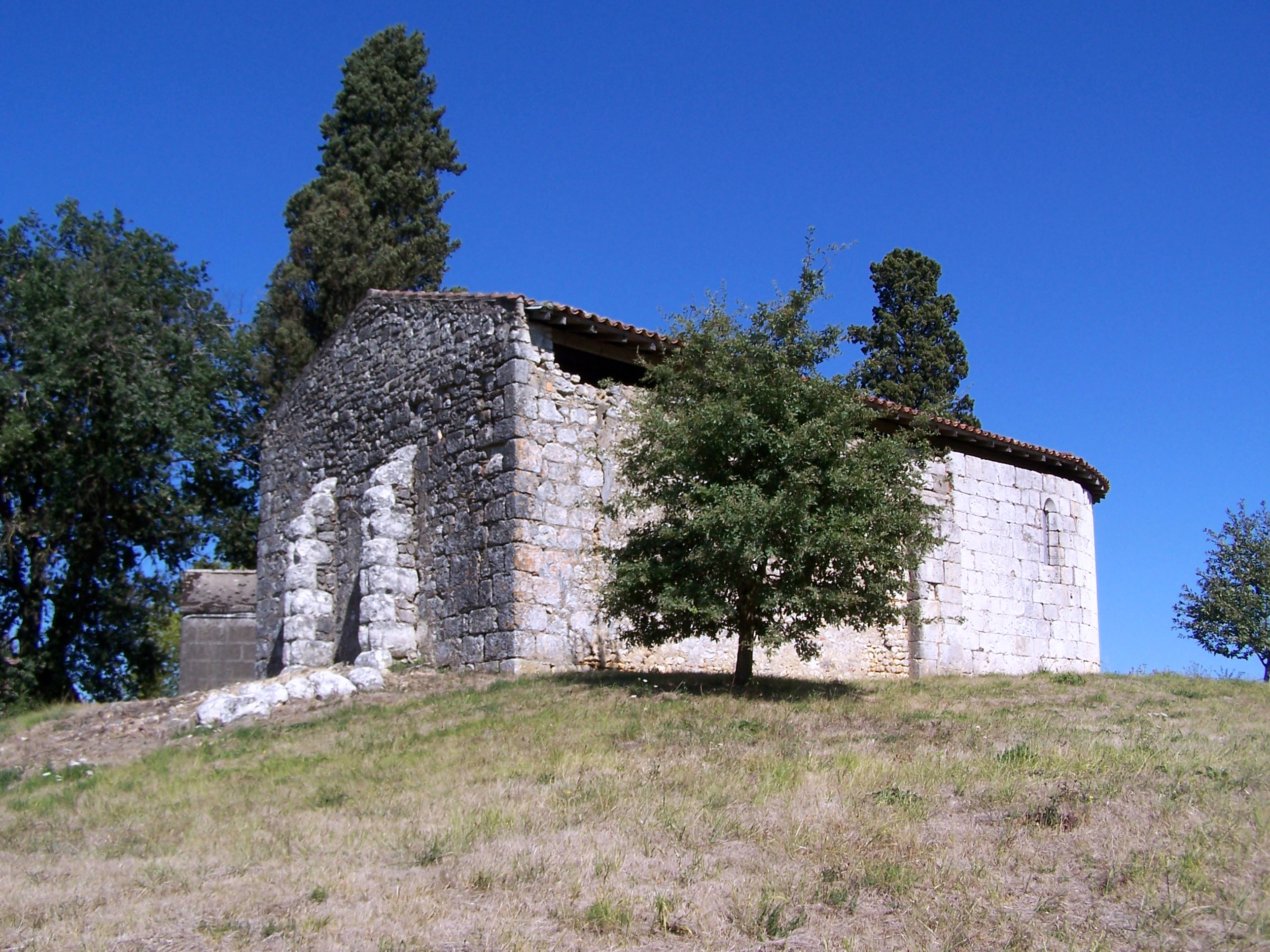
Kirche Saint-Martin
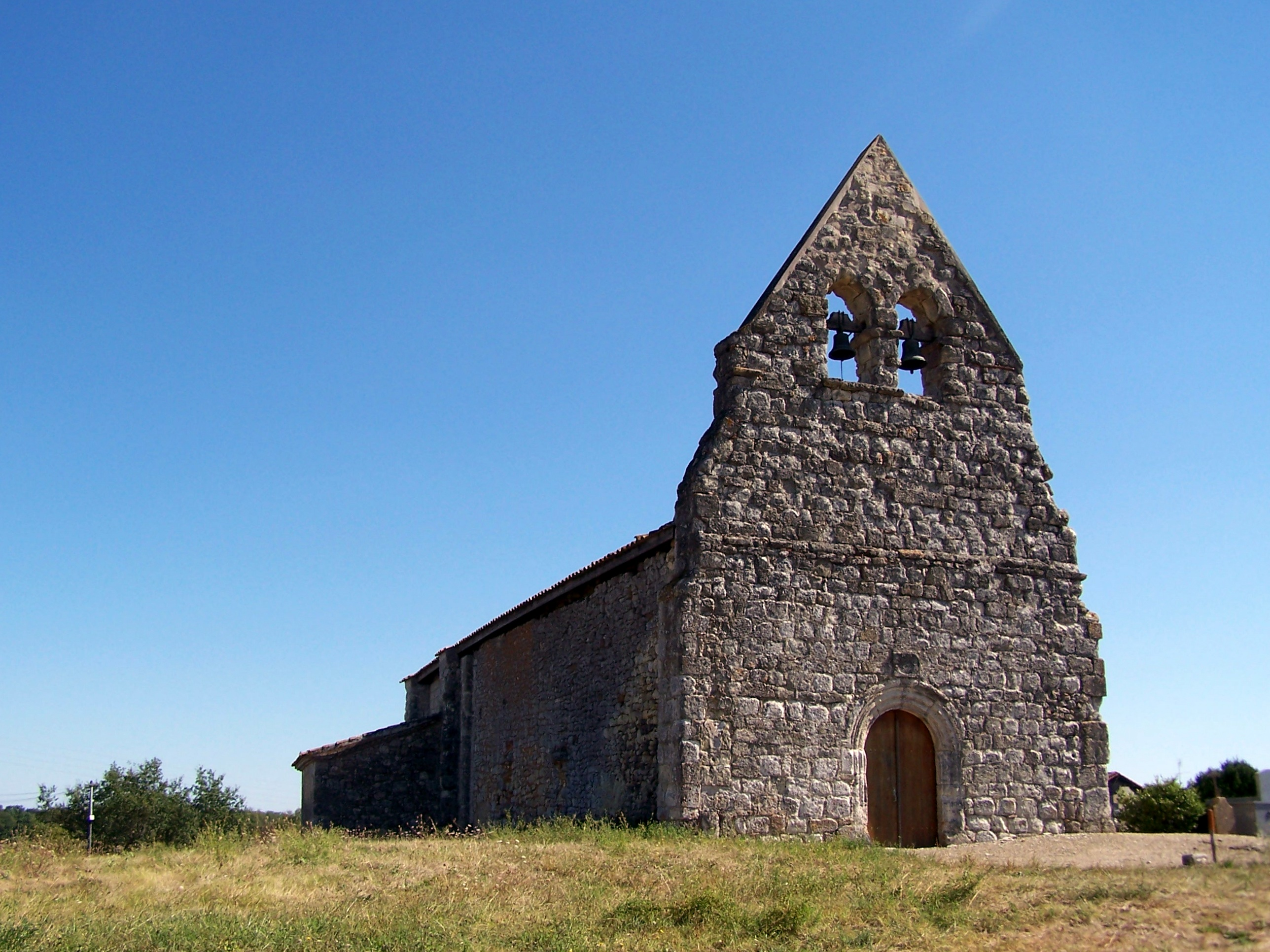
Kirche Saint-Loubert
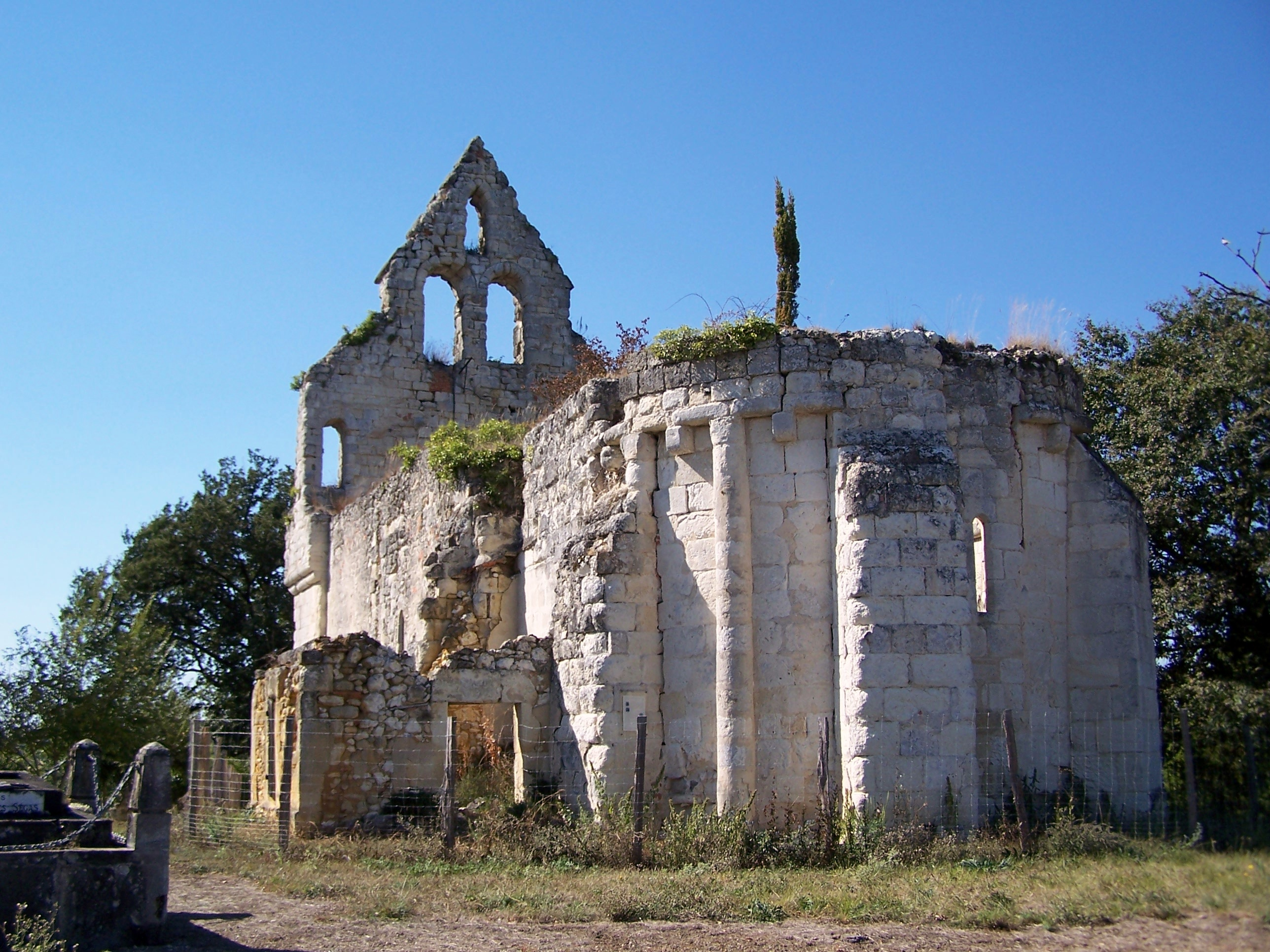
Kirche Saint-Jean-Baptiste
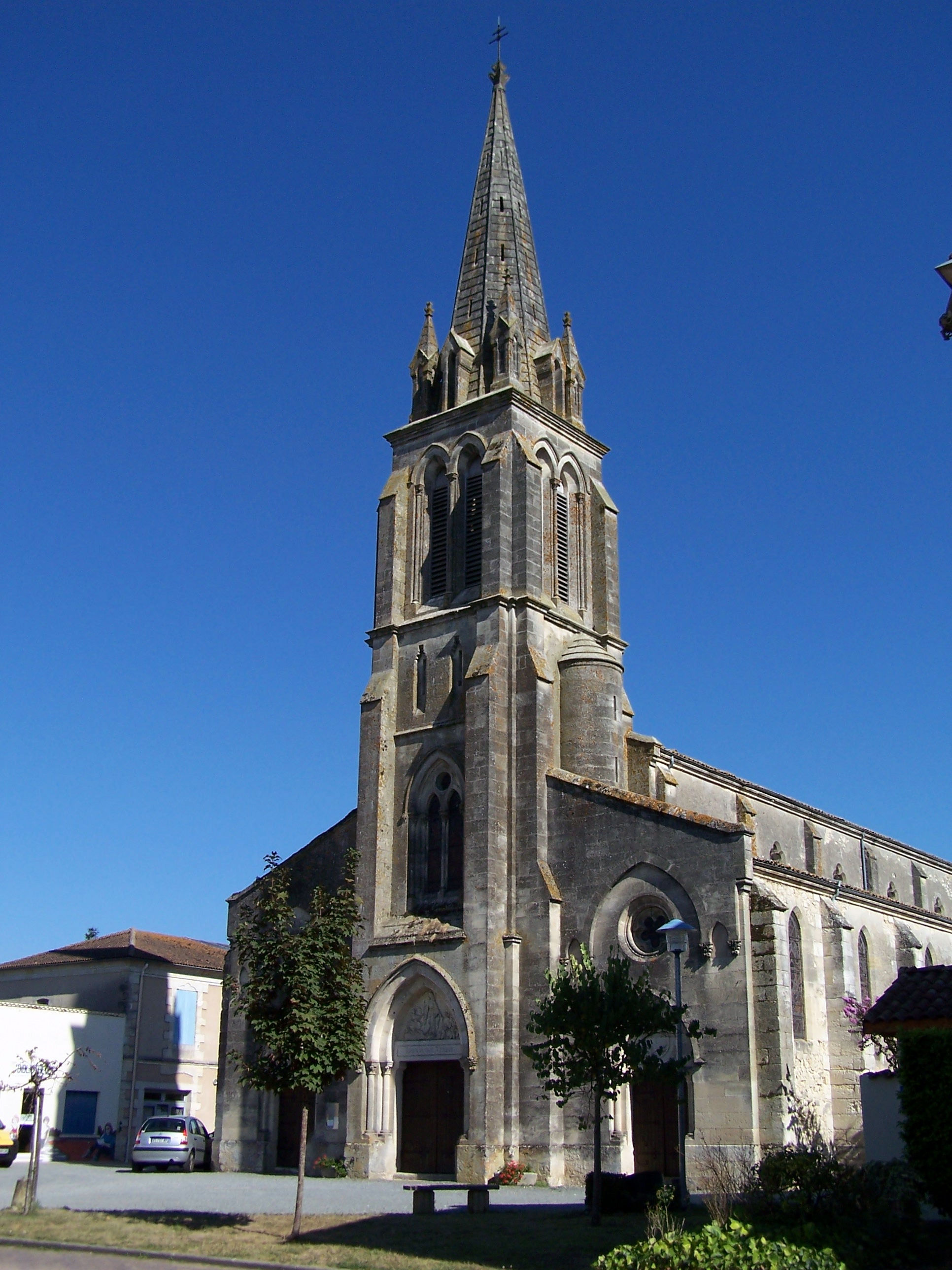
Kirche Notre-Dame-de-l'Immaculée-Conception
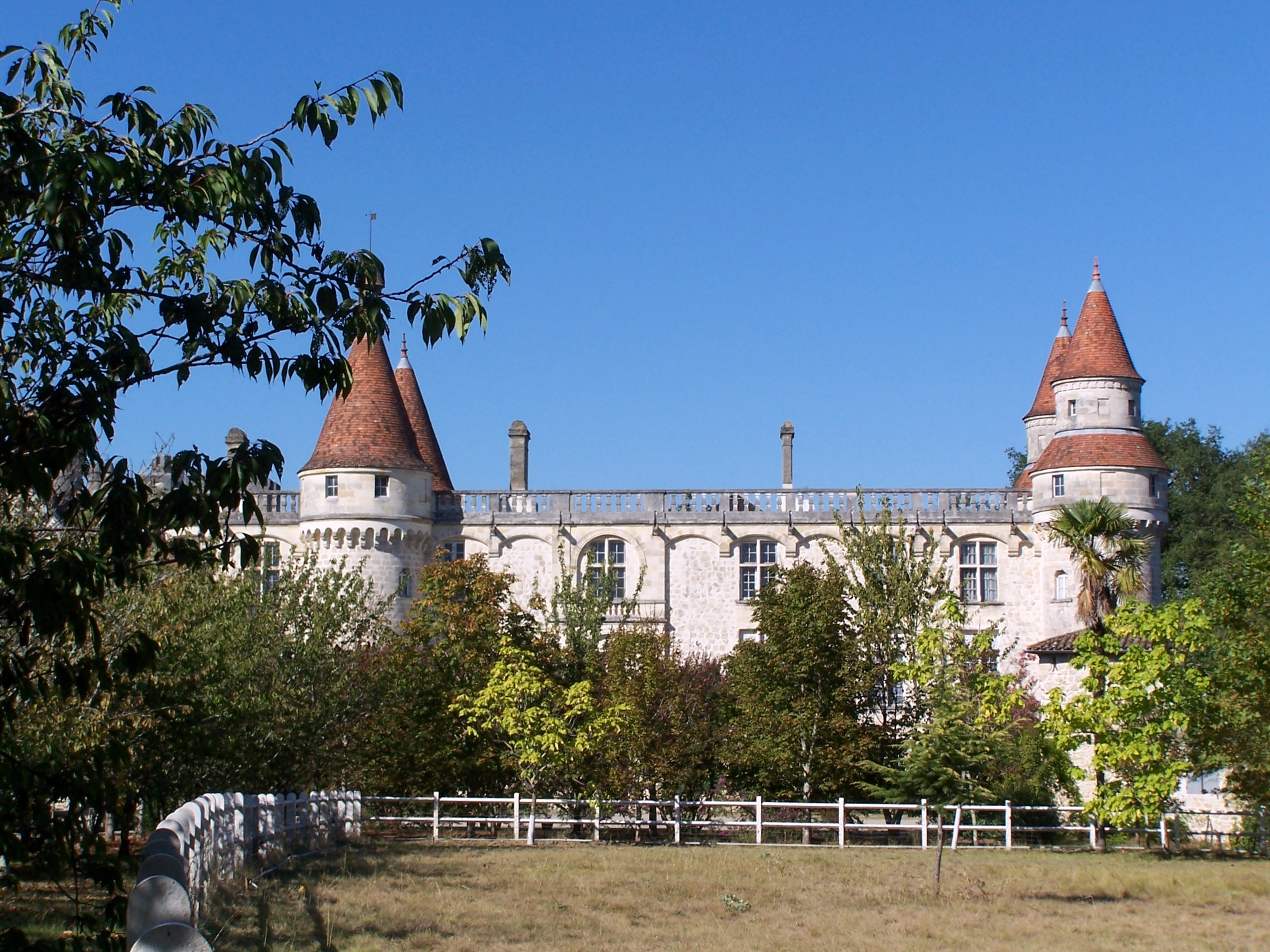
Schloss Grignols

## Gemeindepartnerschaft
Mit der portugiesischen Gemeinde Celorico da Beira besteht seit 1995 eine Partnerschaft.